# Ара лазуровий
Ара лазуровий (Anodorhynchus glaucus) — птах родини папугових.

## Зовнішній вигляд
Довжина тіла 65-75 см, хвоста 37 см. Оперення дуже гарне і яскраве. Забарвлення блакитне із зеленуватим відтінком. Голова сірого кольору, верхня частина груди, горло й щоки сірувато-бурі. Безпера зона навколо очей і у заснування дзьоба блідо-жовта. Дзьоб чорний, кінчик його світлий. Лабети темно-сірі. Райдужка темно-коричнева.

## Розповсюдження
Живе на північному заході Аргентини, у Бразилії, Уругваї й Парагваї.

## Спосіб життя
Населяє сельву, окраїни лісу, болотисті місцевості, пальмові савани. Основу живлення складають горіхи й інша рослинна їжа.

## Загрози й охорона
Місцеперебування здебільшого знищені в результаті рубки й зведення лісів. Належить до рідких видів і охороняється законом. Занесено до Червоного списку МСОП, статус — «на межі зникнення» (можливо вимерлий).